# Inge Jens
Inge Jens nata Puttfarcken (Amburgo, 11 febbraio 1927 – Tubinga, 23 dicembre 2021) è stata una letterata e giornalista tedesca.

## Biografia
Inge Puttfarcken era la maggiore di quattro figli di un chimico membro delle SS. Studiò tedesco, inglese e pedagogia all'Università di Amburgo e Tubinga e conseguì il dottorato con una tesi sulla novella espressionista nel 1954. Lavorò come freelance per emittenti ed editori ed in seguito come docente presso l'Università di Tubinga, in cui lei stessa aveva studiato. In patria ottenne subito una certa fama attraverso il suo lavoro come editrice. Tra le altre cose, curò la corrispondenza epistolare tra Thomas Mann ed Ernst Bertram (1960), nonché le lettere e gli appunti del testamento di Max Kommerell e quelle dei fratelli Hans e Sophie Scholl. Dal 1986 al 1996 si occupò della pubblicazione dei diari di Thomas Mann, succedendo così a Peter de Mendelssohn. Insieme al marito Walter Jens scrisse il bestseller La signora Thomas Mann e la madre di Katia. La sua autobiografia Memorie incomplete fu pubblicata nel 2009 e nel 2016 pubblicò un rapporto sulla demenza del marito con il titolo La lenta scomparsa.
Pubblicò inoltre nel 2002 i diari del compositore di chanson e operette Ralph Benatzky, rinvenuti nell'archivio dell'Accademia delle Arti di Berlino. Dichiarò che i diari: "non sono inferiori a quelli di Thomas Mann come conquista letteraria (...)". Nelle sue opera ribadì che ciò l'ha abituata a concepire la questione dell'esilio da una prospettiva musicale. I volumi pubblicati con il titolo Trionfo e Tristezza hanno costituito la base per una trasmissione NDR in quattro parti. Gli estratti sono stati pubblicati postumi con il titolo I diari del Dr. Ralph Benatzky sotto forma di audiolibro.
Fu membro del PEN tedesco.

## Vita privata
Inge Jens era sposata con Walter Jens (morto nel 2013) dal 1951. La coppia ha avuto due figli, Christoph e Tilman.

## Riconoscimenti
- 1988: Premio Theodor Heuss (con Walter Jens)
- 1991: Dottorato honoris causa dall'Università di Giessen[15]
- 1995: Medaglia Thomas Mann[16]
- 1999: Premio Wilhelm Hausenstein dell'Accademia Bavarese di Belle Arti per i servizi alla mediazione culturale
- 2010: Premio Max Herrmann
- 2013: Ordine al merito dello Stato del Baden-Württemberg.

## Pubblicazioni
- (Edizioni): Thomas Mann an Ernst Bertram: Briefe aus den Jahren 1910–1955, Pfullingen: Neske, 1960
- Max Kommerell. Essays, Notizen, poetische Fragmente, Modificato dalla tenuta da Inge Jens. Walter, Olten, Friburgo i. Fra 1969
- Dichter zwischen rechts und links Piper, Monaco 1971, ISBN 3-492-01894-7
- con Walter Jens: Eine deutsche Universität. 500 Jahre Tübinger Gelehrtenrepublik, Kindler, Monaco 1977, ISBN 3-463-00709-6
- con Walter Jens: Die große kleine Stadt Tübingen, Foto di Stefan Moses e Joachim Feist. Theiss, Stoccarda 1981, ISBN 3-8062-0268-0
- (Ed.): Hans Scholl, Sophie Scholl. Briefe und Aufzeichnungen, S. Fischer, Francoforte sul Meno 1984, ISBN 3-10-036402-3
- Thomas Mann. Tagebücher, S. Fischer, Francoforte 1995, ISBN 3-10-048280-8
- (Ed.): Ralph Benatzky. Triumph und Tristesse. Aus den Tagebüchern von 1919 bis 1946 Parthas, Berlino 2002, ISBN 3-932529-43-X (da cui è stato tratto un audiolibro: I diari del dott. Ralph Benatzky. Duo-phon Records, Berlino 2006, ISBN 3-937127-11-9)
- Con Walter Jens: Frau Thomas Mann – Das Leben der Katharina Pringsheim, Rowohlt, Reinbek 2003, ISBN 3-498-03338-7 (letto anche come audiolibro con 6 CD di Walter e Inge Jens ISBN 3-8291-1339-0)
- Con Walter Jens: Katias Mutter. Das außerordentliche Leben der Hedwig Pringsheim, Rowohlt, Reinbek 2005, ISBN 3-498-03337-9
- Con Walter Jens: Auf der Suche nach dem verlorenen Sohn, Rowohlt, Reinbek 2006, ISBN 3-498-05304-3
- Unvollständige Erinnerungen, Rowohlt, Reinbek 2009, ISBN 978-3-498-03233-3[17][18]
- Con Uwe Naumann (ed.): Klaus Mann: Lieber und verehrter Onkel Heinrich. Rowohlt, Reinbek 2011. ISBN 978-3-498-03237-1
- Am Schreibtisch. Thomas Mann und seine Welt, Rowohlt, Reinbek 2013, ISBN 978-3-498-03341-5
- Langsames Entschwinden. Vom Leben mit einem Demenzkranken, Rowohlt, Reinbek 2016, ISBN 978-3-498-03344-6

## Conversazioni
- Thomas Grimm, Manfred Mayer: Gespräch mit Inge Jens und Walter Jens, In: Sinn und Form Numero 3, 2007, pp. 370–377.

## Film
- Thomas Grimm: Frau Walter Jens  - rbb Fernsehen, SWR, 87 min, 2009.
- Thomas Grimm, con Inge Jens, Uwe Naumann: Lieber verehrter Onkel Heinrich – Auf den Spuren von Klaus und Heinrich Mann, Zeitzeugen-TV, 45 min, 2011.